# Kevin Jensen
Kevin Alexander Jensen (15 juni 2001) is een Zweeds voetballer die uitkomt voor Kalmar FF. 

## Carrière
Jensen begon met voetballen bij Billeberga GIF. Op 12-jarige leeftijd maakte hij de overstap naar Landskrona BoIS. Hij maakte op 15-jarige leeftijd zijn officieuze debuut in het eerste elftal tijdens de met 10-1 gewonnen oefenwedstrijd tegen Helsingborg Östra IF. Jensen scoorde tweemaal. Op 28 april 2018 maakte de Zweed zijn officiële debuut voor Landskrona tijdens de met 2-0 gewonnen wedstrijd tegen IFK Värnamo. Jensen kwam in zijn eerste jaar tot zes optredens in de hoofdmacht, maar kon degradatie uit de Superettan niet voorkomen.
Het daaropvolgende jaar beleefde Jensen zijn definitieve doorbraak. Hij was goed voor acht doelpunten in 25 wedstrijden in de Division 1 in Zweden en werd uitgeroepen tot grootste talent van de competitie. Jensen promoveerde in 2020 met Landskrona naar de Superettan en ook daar maakte de jongeling indruk. Hij speelde zich in de kijker van Allsvenskan-clubs  Djurgårdens IF en Hammarby IF, maar tekende uiteindelijk op 2 december 2021 een contract bij Kalmar FF.